# Abyssochrysidae
Abyssochrysidae zijn een familie van weekdieren uit de klasse van de Gastropoda (slakken).

## Taxonomie
De volgende taxa zijn bij de familie ingedeeld:
- Geslacht Abyssochrysos Tomlin, 1927
  - Abyssochrysos bicinctus Bouchet, 1991
    - = Abyssochrysos bicinctum Bouchet, 1991

  - Abyssochrysos brasilianus Bouchet, 1991
    - = Abyssochrysos brasilianum Bouchet, 1991

  - Abyssochrysos eburneus (Locard, 1897)
    - = Abyssochrysos eburneum (Locard, 1897)
    - = Bittium eburneum Locard, 1897

  - Abyssochrysos melanioides Tomlin, 1927
  - Abyssochrysos melvilli (Schepman, 1909)
  - Abyssochrysos xouthos Killeen & Oliver, 2000